# Whisper War
Whisper War es el álbum debut de la banda de pop rock The Cab , lanzado el 29 de abril de 2008, con el sello discográfico Decaydance Records de Pete Wentz de la discográfica Fueled by Ramen.Sofia la hermana menor del cantante Alex DeLeon, es la niña en la portada.

## Lista de canciones
1. One of THOSE Nights (feat. Brendon Urie y Patrick Stump ) – 3:49
2. Bounce – 3:35
3. I'll Run – 3:46
4. High Hopes in Velvet Ropes – 3:22
5. That '70s Song – 3:33
6. Take My Hand – 3:45
7. Risky Business – 3:35
8. I'm a Wonder (feat. Patrick Stump y Garrett McIntire) – 3:33
9. Zzzzz – 3:39
10. Vegas Skies – 4:38
11. Can You Keep a Secret? – 3:51
12. This City Is Contagious – 3:37

## Sencillos
- I'll Run
- One of THOSE Nights (feat. Brendon Urie y Patrick Stump )
- Bounce

- Datos: Q7993935